# Straßenlauf-Länderkampf der Frauen 1983 Niederlande – BR Deutschland – Belgien – Frankreich – Italien
| 13. Leichtathletik-Länderkampf mit bundesdeutscher Beteiligung 1983                             | 13. Leichtathletik-Länderkampf mit bundesdeutscher Beteiligung 1983 |
| ----------------------------------------------------------------------------------------------- | ------------------------------------------------------------------- |
|                                                                                                 |                                                                     |
| Straßenlauf-Vergleich der Frauen: Niederlande – BR Deutschland – Belgien – Frankreich – Italien |                                                                     |
| Austragungsort                                                                                  | Dordrecht                                                           |
| Wettbewerbe                                                                                     | 1                                                                   |
| Datum                                                                                           | 16. Juli                                                            |
| 1. ITA 2. FRG 3. NLD 4. BEL 5. FRA                                                              | Pzf. 11 Pzf. 31 Pzf. 33 Pzf. 36 Pzf. 38                             |
| Chronik                                                                                         |                                                                     |
| ← NLD-FRG-BEL-FRA-ITA-SUI 00Straßenlauf (M)                                                     | GRC-FRG/FRG-YUG (M) →                                               |

Im dreizehnten Vergleich des Länderkampfjahres 1983 kam es zu einer Premiere. Zum ersten Mal trugen auch die Frauen einen Straßenlauf-Länderkampf aus. Wie die Männer starteten die Straßenläuferinnen am 16. Juli in Dordrecht. Die Begegnung fand mit Teams aus den Niederlanden, der Bundesrepublik, Belgien, Frankreich und Italien statt.

## Modus
Auf dem Programm stand ein Straßenlauf über 25 Kilometer. Jede Nation stellte maximal fünf Läuferinnen, von denen die drei Besten über die Platzziffer gewertet wurden.

## Ergebnis
In der Einzelwertung siegte eine Niederländerin vor einer Italienerin und einer bundesdeutschen Vertreterin. Die nächstplatzierten italienischen Läuferinnen belegten die Ränge vier und fünf, womit sie in der Endabrechnung mit Platzziffer elf deutlich vorn lagen. Die bundesdeutschen Vertreterinnen belegten mit Pzf. 31 den zweiten Platz knapp vor Gastgeber Niederlande (Pzf. 33). Belgien wurde mit Pzf. 36 Vierter vor Frankreich (Pzf. 38).
Leider finden sich wie in der Parallelveranstaltung der Männer keine Angaben über die komplette Ergebnisliste. Aufgeführt sind die Läuferinnen auf den Plätzen eins bis acht sowie alle weiteren bundesdeutschen Sportlerinnen.

## Resultat

### 25-km-Straßenlauf
| Platz | Athlet          | Land | Zeit (h) |
| ----- | --------------- | ---- | -------- |
| 01    | Carla Beurskens | NLD  | 1:28:16  |
| 02    | Alba Milana     | ITA  | 1:29:16  |
| 03    | Heidi Hutterer  | FRG  | 1:31:26  |
| 04    | Rita Marchisio  | ITA  | 1:31:42  |
| 05    | Laura Fogli     | ITA  | 1:32:24  |
| 06    | Magda Ilands    | BEL  | 1:32:44  |
| 07    | Paola Moro      | ITA  | 1:34:35  |
| 08    | Annick Lebreton | FRA  | 1:35:07  |
| 000…  |                 |      |          |
| 12    | Elvira Hofmann  | FRG  | 1:35:41  |
| 14    | Gabriela Wolf   | FRG  | 1:36:41  |
| 18    | Bernadette Hudy | FRG  | 1:40:20  |
| 21    | Birgit Lennartz | FRG  | 1:41:38  |